# Фарыно, Ежи
Ежи Фарыно (пол. Jerzy Faryno; род. 18 февраля 1941) — польский литературовед; один из крупнейших польских русистов.
Окончил отделение русской филологии Варшавского университета (1964), преподавал там же в течение 10 лет, в 1973 г. защитил кандидатскую диссертацию «Поэтическое творчество Евгения Винокурова (1944—1968)». В 1974 г. уволен и до 1996 г. преподавал в Сельскохозяйственно-педагогическом институте в городе Седльце на отделении деревенской культуры, а с 1991 г. на отделении польской филологии; с 1992 г. экстраординарный профессор. В 1985 г. опубликовал в Вене (в серии Wiener Slawistischer Almanach) монографию «Мифологизм и теологизм Цветаевой („Магдалина“ — „Царь-Девица“ — „Переулочки“)», в 1986 г. на её основе защитил в Гданьском университете докторскую диссертацию. В той же серии вышла книга «Поэтика Пастернака („Путевые записки“ — „Охранная грамота“)» (1989), за которой последовало другое исследование о прозе Пастернака — «Белая медведица, ольха, Мотовилиха и хромой из господ. Археопоэтика „Детства Люверс“ Бориса Пастернака» (Стокгольм, 1993).
Напечатал также учебник «Введение в литературоведение» (пол. Wstęp do literaturoznawstwa; Катовице, 1978—1980, 2-е изд. Варшава, 1991), значение которого выходит далеко за пределы педагогических задач: этот труд Фарыно, особенно обширные главы «Литературные персонажи» и «Предметный мир», является важным вкладом в структурно-семиотическую теорию художественной прозы. В переводе на хорватский язык издана монография «Дешифровка, или Очерк экспликативной поэтики авангарда» (хорв. Dešifriranje ili nacrt eksplikativne poetike avangade; Загреб, 1993). На польский язык Фарыно перевёл с русского книги Владислава Холшевникова «Очерк русского стихосложения» (1973) и Юрия Лотмана «Семиотика фильма» (1978, вместе с Тадеушем Мичкой).

## Награды и премии
- Международная отметина имени отца русского футуризма Давида Бурлюка[3]